# Chilinoidea
Chilinoidea е надсемейство от дишащи въздух сладководни охлюви, белодробни коремоноги мекотели в триба Hygrophila.